# Synopsidia centralis
Synopsidia centralis är en fjärilsart som beskrevs av Edward P. Wiltshire 1966. Synopsidia centralis ingår i släktet Synopsidia och familjen mätare. Inga underarter finns listade i Catalogue of Life.